# أحمد عبد السلام
أحمد عبد السلام: ولد بمدينة المهدية في 22 جانفي 1922، وتوفي عام 2007، مؤرخ جامعي تونسي معاصر.

## تكوينه
تلقى أحمد عبد السلام تعليمه الابتدائي بمسقط رأسه، قبل أن ينتقل إلى تونس العاصمة ليلتحق بالمدرسة الصادقية وذلك عام 1933. وبعد أن أحرز على شهادة الباكالوريا عمل قيما بنفس المدرسة، وسجل في نفس الوقت بجامعة الجزائر لإعداد الإجازة في اللغة والآداب العربية عن طريق المراسلة. وفي عام 1947 سافر إلى العاصمة الفرنسية باريس لإعداد مناظرة التبريز التي نجح فيها بتفوق وعاد إثرها إلى تونس. وفي عام 1969 ناقش بجامعة السوربون أطروحة الدكتوراه.

## مساره الوظيفي
بعد حصوله على الإجازة، درّس أحمد عبد السلام بالمدرسة الصادقية اللغتين العربية والفرنسية. ولكن نتيجة نشاطه النقابي، نقل إلى المدرسة الثانوية بسوسة. غير أنه ما لبث أن عاد للعمل بالمدرسة الصادقية بعد إحرازه على شهادة التبريز ويدرّس فيها حتى عام 1956. حيث عين آنذاك على رأس أول مؤسسة للتعليم العالي بعد الاستقلال ألا وهي "دار المعلمين العليا"، وبقي في هذا المنصب إلى عام 1966، كما سمي نائبا لرئيس الجامعة التونسية الوليدة فيما بين 1960 و1968. وإثر مناقشته لأطروحة الدكتوراه، رفع إلى رتبة أستاذ جامعي حيث درّس بكلية الآداب والعلوم الإنسانية بتونس، كما كان أستاذا زائرا بعدد من الجامعات.

## نشاطه
برز أحمد عبد السلام بنشاطه النقابي، حتى اضطلع بمهمة كاتب عام لنقابة التعليم الثانوي فيما بين عامي 1949 و1964، كما اشتغل مهمة كاهية رئيس للجامعة القومية للتعليم فيما بين 1949 و1964  وآلت إليه رئاستها فيما بين 1954 و1956. وهو ما فتح أمامه الطريق عام 1958 ليعين رئيسا للجنة القومية للتعليم التي تمكنت من وضع البرنامج الذي حمل اسم وزير التربية آنذاك محمود المسعدي. كما كان لأحمد عبد السلام نشاط ثقافي، حيث نشر فصولا نقدية في مجلة المباحث وترأس فيما بين 1959 و1962 اللجنة الثقافية القومية. كما أوكلت إليه عام 1982 مهمة إنشاء المؤسسة الوطنية للترجمة والتحقيق والدراسات المعروفة باسم بيت الحكمة وترأسها إلى أواخر عام 1987.

## آثاره
تتنوع آثار أحمد عبد السلام بين كتب وتحقيقات  وبحوث. ومن كتبه:
1. المؤرخون التونسيون في القرون 17 و18 و19، وهو أطروحة دكتوراه الدولة التي قدمها بالفرنسية ونشرت أولا بمنشورات الجامعة التونسية عام 1973، ثم نشرت معربة عن بيت الحكمة عام 1993.
2. ابن خلدون، عصره وترجمة حياته، نشر كتابة الدولة للتربية القومية، تونس 1958.
3. دراسات في مصطلح السياسة عندالعرب، نشر الشركة التونسية للتوزيع، تونس، 1978 ثم ط2: 1985.
4. ابن أي الضياف، حياته وآثاره مع مختارات، الدار العربية للكتاب، تونس ليبيا، 1984.
5. ابن خلدون والعدل، الدار التونسية للنشر، تونس 1989.
6. الصادقية والصادقيون، (بالفرنسية)، منشورات سيريس تونس 1975، وقد تم تعريبه وصدر عن منشورات بيت الحكمة عام 1994.